# Колібрі вогнехвостий
Колі́брі вогнехвостий (Heliodoxa rubricauda) — вид серпокрильцеподібних птахів родини колібрієвих (Trochilidae). Ендемік Бразилії. Раніше цей вид відносили до монотипового роду Вогнехвостий колібрі (Clytolaema), однак у 2022 році за результатами молекулярно-філогенетичного дослідження він був переведений до роду Колібрі-діамант (Heliodoxa).

## Опис

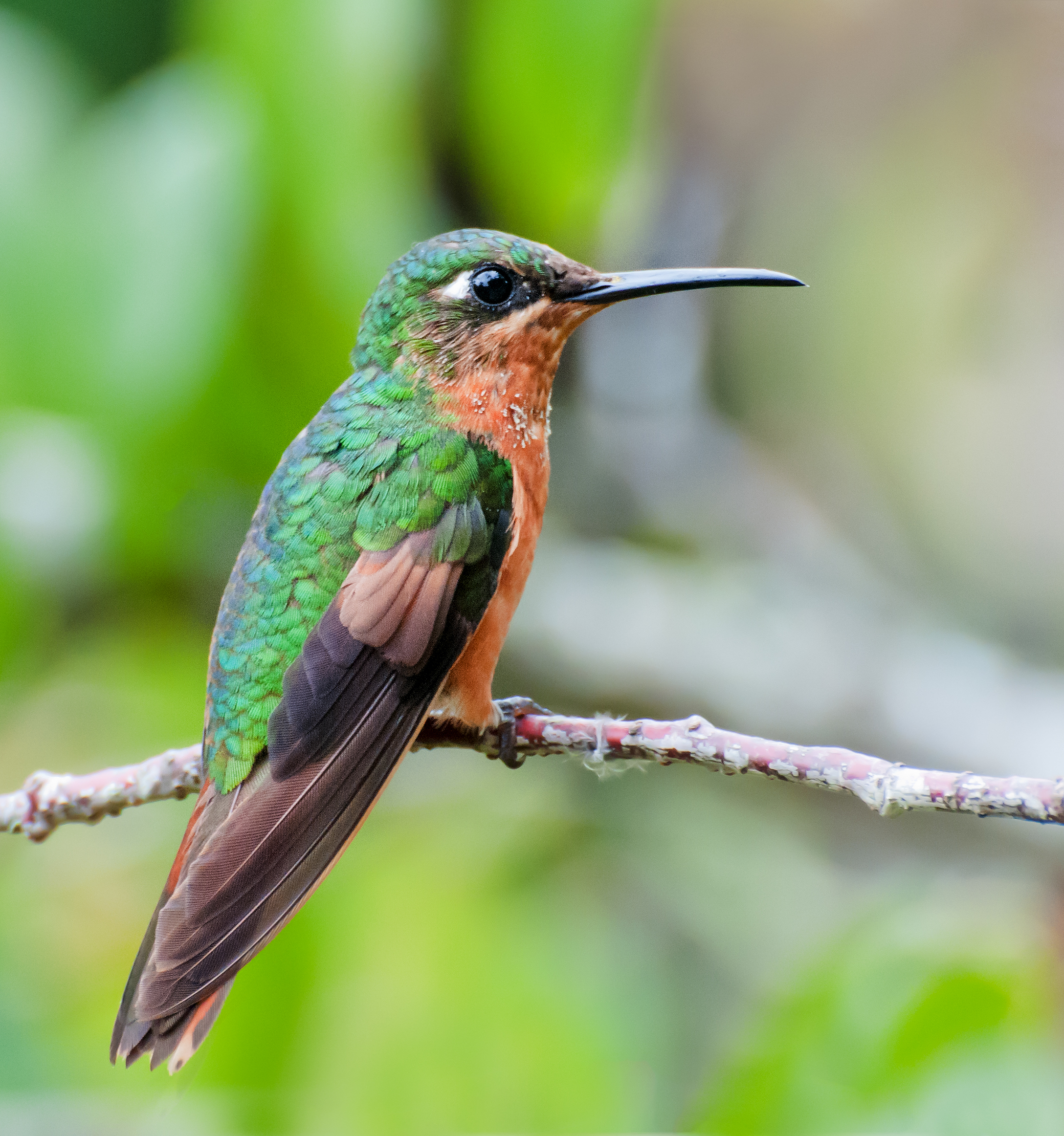
Самиця вогнехвостого колібрі

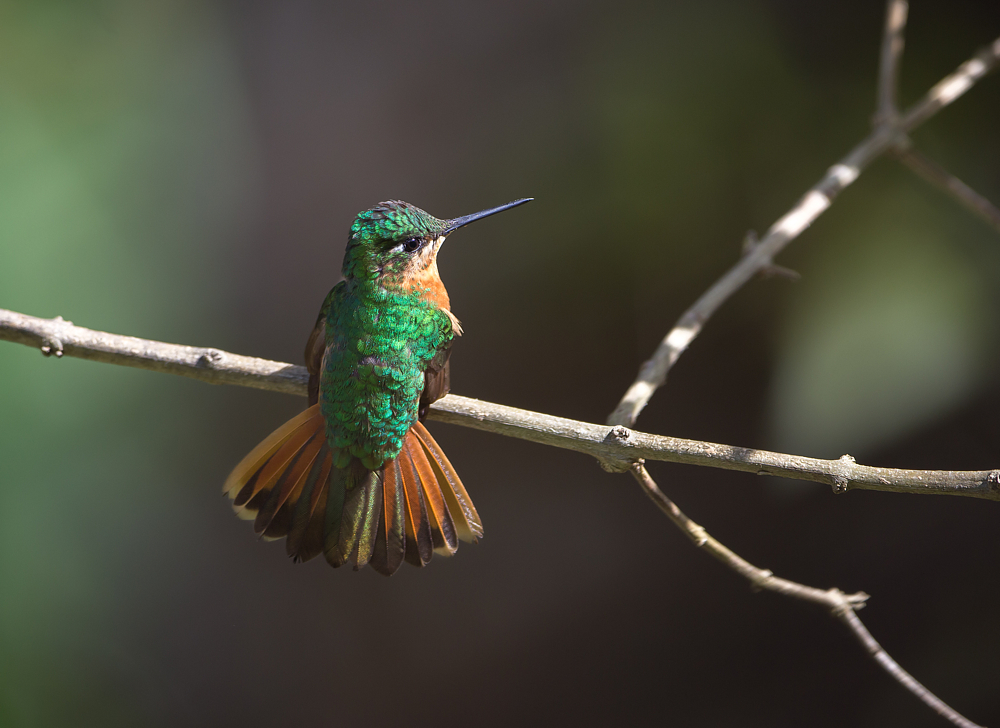
Самиця вогнехвостого колібрі

Довжина птаха становить 10,8—11,3 см, самці важать 7—9,2 г, самиці 5,9—7,1 г. Довжина крила становить 78 мм, довжина хвоста 44 мм. У самців лоб і тім'я райдужно-зелені, потилиця зелена, спина і надхвістя золотисто-бронзові. Підборіддя чорнувате, на горлі блискучий рубіново-червоний «комір», груди райдужно-смарагдово-зелені, живіт темно-сірий, поцяткований зеленими плямками. Центральні стернові пера золотисто-бронзові, решта стернових пер руді з бронзовими краями. Дзьоб чорний, завдовжки 19 мм, за очима невеликі білі плямки.
У самиць тім'я і спина трав'янисто-зелені, надхвістя і нижня частина світло світло-рудувато-коричневі. Хвіст такий же, як у самців. Забарвлення молодих птахів подібне до забарвлення самиць, однак пера на голові мають охристі краї. Трапляються також меланістичні морфи вогнехвостих колібрі.

## Поширення і екологія
Вогнехвості колібрі мешкають на південно-східному узбережжі Бразилії, від Баїї до Ріу-Гранді-ду-Сул. Вони живуть у вологих атлантичних лісах, в чагарникових заростях, на плантаціях, в парках і садах. Зустрічаються на висоті від 500 до 1500 м над рівнем моря, переважно на висоті від 750 до 1000 м над рівнем моря, ведуть переважно осілий спосіб життя, однак іноді здійснюють висотні міграції. Живляться нектаром квітучих рослин, зокрема Inga, Psittacanthus, Mendoncia coccinea, Stromanthe sanguinea тощо, а також дрібними комахами, яких ловлять в польоті. Самці агресивно захищають кормові території. Сезон розмноження триває з листопада по березень. Гніздо чашоподібне, робиться з м'якого рослинного матеріалу і лишайників, розміщується на горизонтальній гілці, на висоті від 3 до 10 м над землею. В кладці 2 білях яйця розміром 16,2×10 мм і вагою 0,74 г. Інкубаційний період триває 15—16 днів, пташенята покидають гніздо через 25 днів після вилуплення.